# America, an Epic Rhapsody
America, an Epic Rhapsody (sovint escurçat a America) és una obra orquestral composta entre 1926 i 1927 pel suís Ernest Bloch, com a homenatge al país al qual va emigrar el 1916. L'obra consta de tres moviments que recorren la història dels Estats Units i estan titulats ''1620'', ''1861-1865'' i ''1926''. Es va representar per primera vegada a Nova York.
Segons Bloch, la idea d'America li va sorgir per primera vegada quan va arribar als Estats Units el 1916. Aquesta idea li va tornar a ocórrer quan estudiava algunes obres de Walt Whitman el 1925, i l'any següent va compondre l'himne de la rapsòdia mentre estava a San Francisco.
En un concurs de 1927 patrocinat per Musical America, la rapsòdia va guanyar el premi de 3.000 dòlars a la millor obra simfònica sobre un tema nord-americà d'un compositor nord-americà, superant noranta-una altres entrades per obtenir el vot unànime dels jutges. El 21 de desembre de 1928, després d'aquest èxit, America es va representar simultàniament a cinc ciutats americanes: Chicago, Nova York, Boston, Filadèlfia i San Francisco.